# Nicolas Sanson

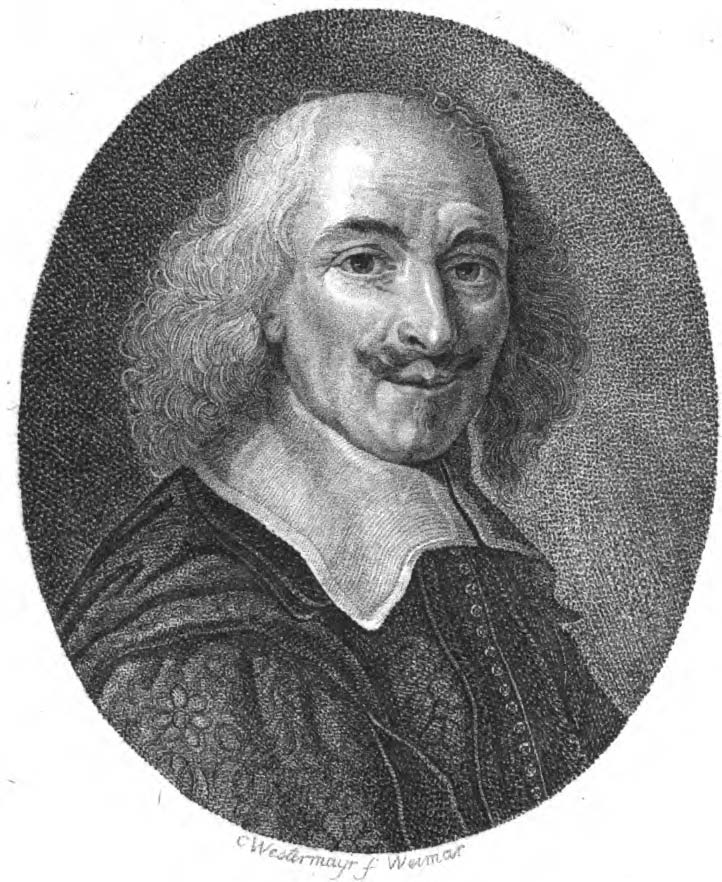
Nicolas Sanson

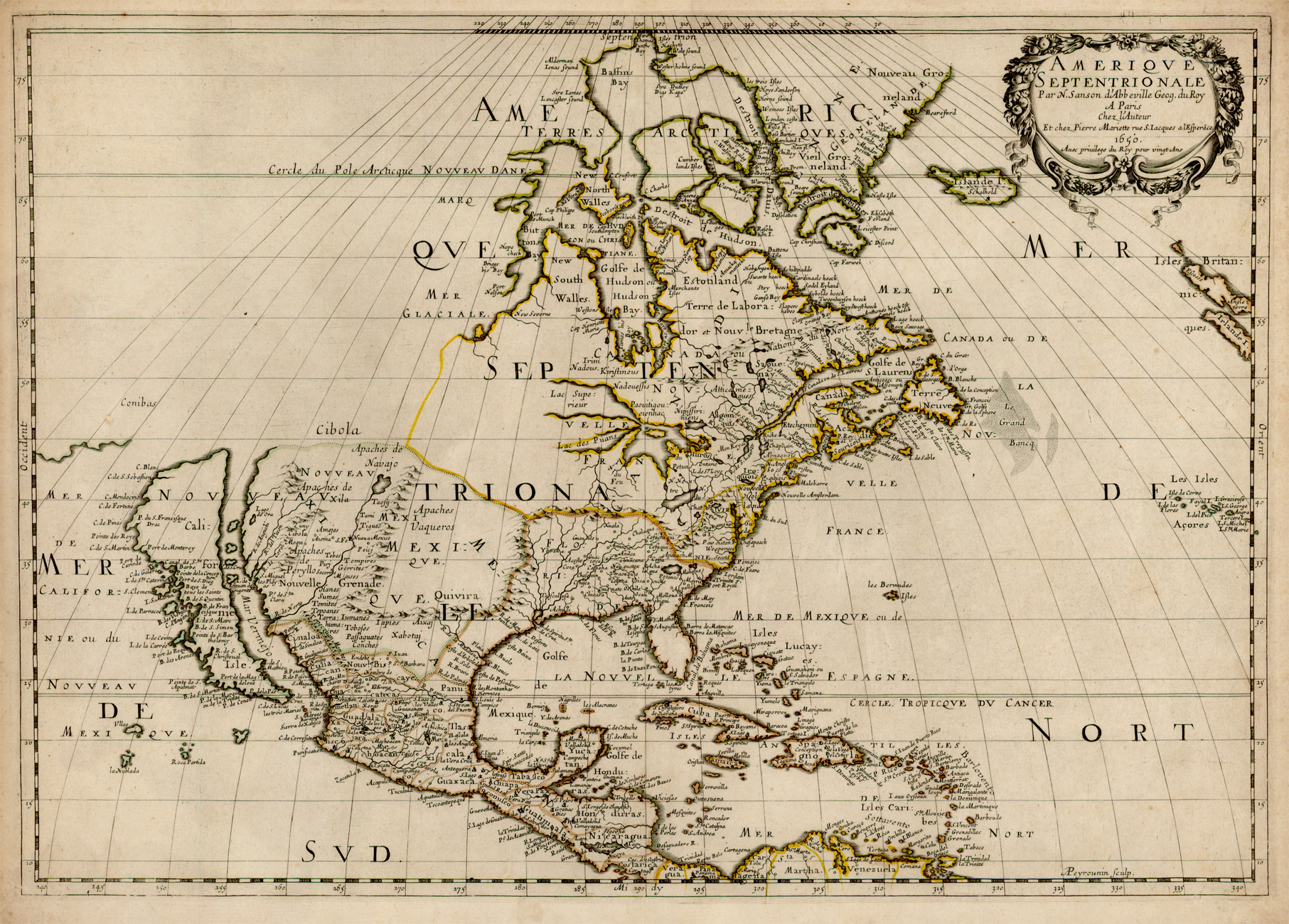
Kaart van Noord-Amerika, gemaakt door Sanson in 1650

Nicolas Sanson (Abbeville, 20 of 31 december 1600 – Parijs, 7 juli 1667) was een Franse cartograaf. 
Sanson genoot een opleiding bij de jezuïeten in Amiens. Op 18-jarige leeftijd werkte hij aan een kaart van Gallië en wekte daarmee jaren later, in 1627, interesse bij de kardinaal de Richelieu. Hij onderwees zowel Lodewijk XIII van Frankrijk als Lodewijk XIV van Frankrijk in geografie. Naar verluidt koos Lodewijk XIII er bij een bezoek aan Abbeville voor als gast te worden ontvangen door Sanson, die op dat moment in Abbeville werkzaam was bij de vestingen. Lodewijk XIII zou Sanson na afloop van het bezoek hebben aangesteld als Conseiller d'État, een hoge ambtelijke positie.

## Belangrijke werken
- Galilee antiquae descriptio geographica (1627);
- Graeciae antiquae descriptio (1636);
- L'Empire romain (1637);
- Britannia, ou recherches de l'antiquité d'Abbeville (1638), in which he seeks to identify Strabo's Britannia with Abbeville;
- La France (1644);
- Tables mthodiques pour les divisions des Gaules (1644);
- LAngleterre, l'Espagne, l'Italie et l'Allemagne (1644);
- Le Cours du Rhin (1646);
- In Pharum Galliae antiquae Philippi L'abbe disquisitiones (1647-1648);
- Remarques sur la carte de l'ancienne Gaule de Csar (1651);
- L'Asie (1652);
- Index geographicus (1653);
- Les Estats de la Couronne d'Arragon en Espagne (1653);
- Geographia sacra (1653);
- L'Afrique (1656);
- Sanson, Nicolas (1656), Le Canada ou Nouvelle France, &c., Paris: Chez Pierre Mariette;
- Sanson, Nicolas (1658), Cartes générales de toutes les parties du monde, Paris: P. Mariette.

- Bibsys: 90101297
- Biblioteca Nacional de España: XX870858
- Bibliothèque nationale de France: cb12397937b (data)
- Biografisch Portaal: 73390279
- Catàleg d'autoritats de noms i títols de Catalunya: 981058524592506706
- Stuttgart Database of Scientific Illustrators 1450–1950: 12289
- Gemeinsame Normdatei: 12360978X
- International Standard Name Identifier: 0000 0001 2096 3128
- Library of Congress Control Number: n50023551
- Nationale Bibliotheek van Tsjechië: ola2007404591
- Nationale bibliotheek van Australië: 35908957
- Nationale Bibliotheek van Israël: 987007267670705171
- Nederlandse Thesaurus van Auteursnamen: 069755191
- Istituto Centrale per il Catalogo Unico: BVEV000844
- LIBRIS: 336687
- SNAC: w6jt03h1
- Système universitaire de documentation: 033076324
- Trove: 1141437
- Virtual International Authority File: 66550637
- WorldCat: E39PBJvXfWrwpjKpR4gxK4xbh3